# Skoghusets enefälads naturreservat
Skoghusets enefälads naturreservat är ett naturreservat i Sjöbo kommun och Ystads kommun i Skåne län.
Området är naturskyddat sedan 2019 och är 51 hektar stort. Reservatet ligger norr om Ystad och består av ett kuperat odlings- och ädellövskogslandskap. 